# Марк Корнелій Фронтон

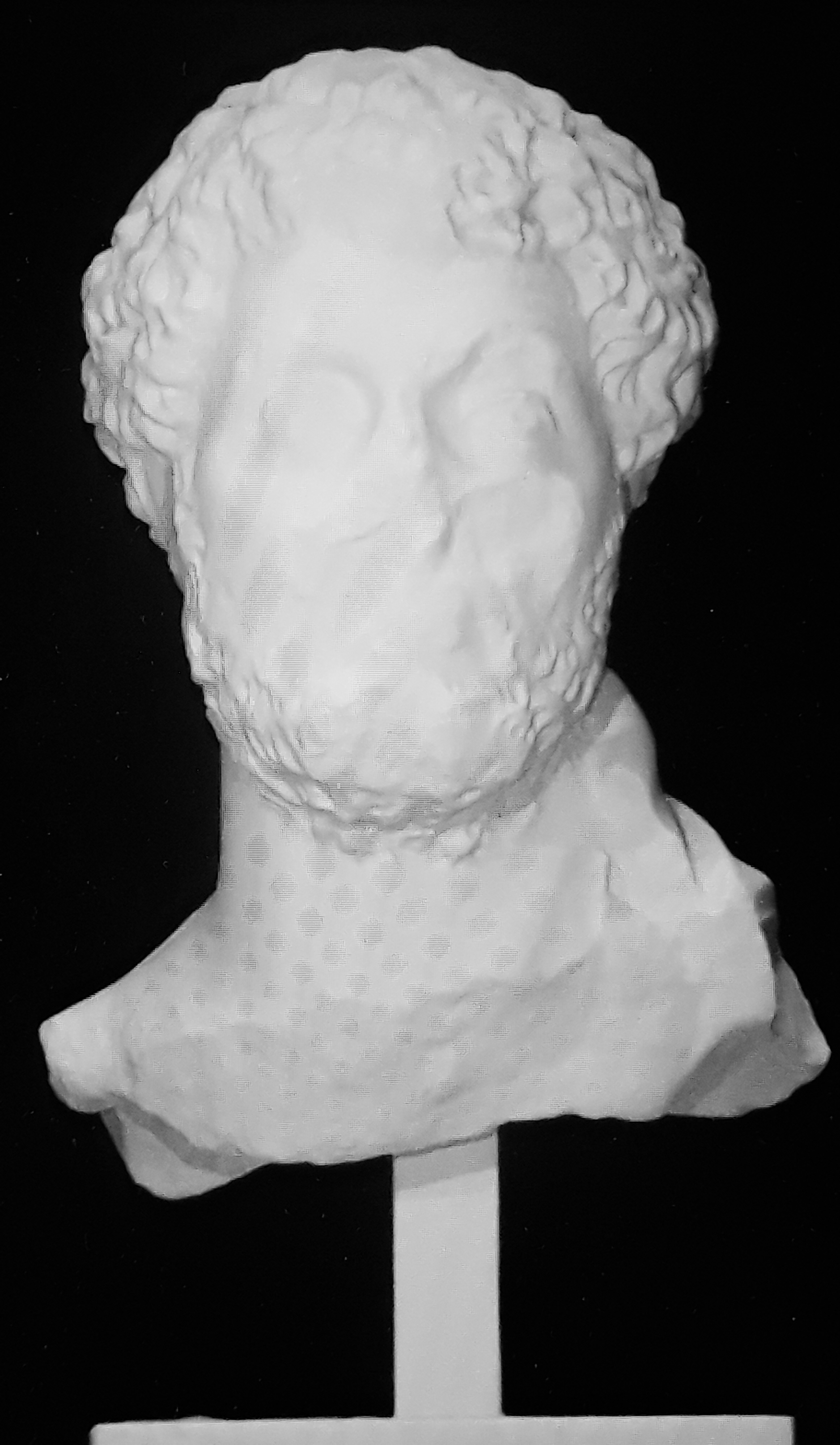
Marcus Cornelius Fronto

Марк Корнелій Фронтон (лат. Marcus Cornelius Fronto; приблизно 100–170) — консул-суффект, римський граматик, ритор і адвокат. Марк Корнелій Фронтон вважається великим знавцем латинської риторики, найвидатнішим римським юристом епохи Антоніна. Був викладачем при імператорському дворі у  Марка Аврелія та Луція Вера, також був оратором та філософом. У свій час Фронтон сильно цінувався, його навіть називали «другим Цицероном».

## Біографія
Оратор народився у стародавньому місті  Цирта, що у Північній Африці ( зараз Нумідія, Константіна). Точна дата народження не є відомою, ймовірно народився  у 100 р. до н.е.  
Інформації про життя оратора дійшло не так багато до наших днів, відомо, що Фронтон був нащадком італійських іммігрантів, які становили значну меншість населення нумідійської столиці, сам же він себе визначав як «лівієць з лівійських кочівників». У своїх рукописах  декілька разів згадує брата та йменує його як Quadratus, а також згадує батька Тіта та родові зв'язки сім'ї Фронтона з племенем Квіріна
Освіту майбутній оратор здобув у Римі та Карфагені. В листах Фронтона згадується Александрія, де, ймовірно, він теж навчався, бо мав звідти багато знайомих та друзів. Також писав про викладача філософії Атенода і ритора Діонісія та їхній вплив на становлення Фронтона. 

## Професійна діяльність
Марк Корнелій Фронтон прибув до Риму під час правління імператора Адріана, тоді ж здобув репутацію юриста та оратора. У 143 році він протягом двох місяців обіймав посаду консула-суффекта Антоніна Пія, але відмовився від запропонованої імператором посади проконсула в Азії. За всю свою політичну кар'єру Фронтон обіймів багато державних посад: був тріумвіром, квестором в Сицилії, плебейським едилом і претором. Рада квесторів навіть  дала йому місце в Сенаті.
Письменник та філософ Авл Гелій, особливу увагу приділяв стародавнім текстам, та вивчивши багато істориків та оракулів, виділив Фронто, як одного з найбільш визначних лідерів тогочасної освіченної інтелігенції. Авл Гелій описував його в як одного з великих римських ораторів та знавців в граматики й літератури. Історик також полюбляв відвідувати лекції Фронтона. Насамперед обізнаність в питаннях граматики демонструється в листуваннях оратора зі своїми учнями та знайомими. Фронтон  завжди був точним у вживанні слів і виражав повагу до старших письменників.
На старості літ, коли політична кар'єра вичерпала себе, Фронтон зайнявся  саме красномовстом та літературною діяльністю. Чоловік реалізувався як чудовий оратор, та зазначав, що благородні думки є основною та важливою частиною ораторського мистецтва, відсутність яких не компенсує жодна словесна майстерність чи наявність художнього смаку.

## Вчителювання
У зв'язку зі слабким здоров'ям Фронтон покинув політику та присвятив себе роботі у власній школі риторики. Однією з найголовніших заслуг вчителя-ритора були його видатні учні, що пізніше стали великими державними діячами. Розум та діяльність Фронтона зацікавили римського імператора Антоніна Пія, в результаті чого Пій запропонував Фронто стати вчителем для своїх прийомних синів Марка Аврелія та Луція Вера.
Відомий оратор став наставником  для майбутніх імператорів, так він вплинув найбільше на формування Марка Аврелія - привив розуміння того, що тиранія є злом, вона породжує за собою  наклеп та лицемірство, а люди, які мають аристократичне походження, відрізняються безсердечною та черствою душею.  Взаємовідносини між учнем та вчителем детально відображено в “Листах до Фронтона”, написаних молодим Аврелієм під час поїздки в Байї. Листування було тривалим, проте не всі листи збереглися, а деякі дійшли до нашого часу в жалюгідному стані. У ранніх записах прослідковується демонстрація  прихильності та поваги до наставника, а також відданість риториці, якої вчив своїх учнів Фронтон. Проте Марк Аврелій цікавився більше філософією, а не риторикою, тому демонстрація фальшивої любові до риторики була зумовлена шанобливим ставленням до свого вчителя.
Аврелій та Фронтон мали довірливі та дружні відносини один з одним, так, наприклад, в одному з листів Марк скаржиться Фронтону на почуття роздратування, яке викликають у нього лестощі звичайних людей, зумовлені його імператорським походженням. Також в листуванні Фронтон часто цікавиться особистою думкою Марка, одного разу він надіслав учню свою промову, в свою чергу Марку так сподобався текст, що він вирішив показати його  імператору Антоніну Пію, який наказав Фронтону виголосити  її публічно перед проконсульським декретом.
Пізніше Марк Корнелій Фронтон став засновником  “школи фронтонівців”, девізом його якої було: «insperata atque inopinata verba»  або “непродумані та спонтанні слова”. Учитель марив поверненням до використання старих маловживаних слів та намагався донети свою ідею не тільки учням, а й таким самим прихильникам архаїчного стилю в ораторському мистецтві як він. Тому в навчанні Фронтон закликав своїх учнів вивчати латину, читати доцицеронівських авторів, а також вживати  застарілі слова. Незважаючи на свою прихильність до архаїки, Фронтон інколи був змушений підлаштовуватися до "сучасних тенденцій" в ораторському мистецтві, поєднуючи архаїчні терміни із сучасними. 

## Листи Фронтона
У 1815 році були знайдені листи Фронтона на палімпсестах Амвросіанської та Ватиканської бібліотеки. Ці п’ять листів стали фундаментом визначної роботи Фронтона “Про красномовство”(«De eloquentia»), вони містили більше  роздумів про риторику та красномовство, аніж несли якийсь історичний контекст. Саме з цієї роботи Фронтона можна детально дізнатися про характер та поведінку його учнів - Марка Аврелія та Луцій Вера, а також про традиції дому Антонінів. 
Існують припущення, що робота “Про красномовство” з самого початку адресувалася Марку Аврелію, адже Фронтон, на початку роботи наводить багато прикладів із сфери образотворчого мистецтва та літератури, а далі зазначає, що його адресат ймовірно засудить листування про ораторське мистецтво, адже зовсім не цікавиться цим напрямом, натомість обирає поглиблене вивчення  філософії. Марк Аврелій дійсно весь час займався вивченням філософії,читав книги та розмірковував на важливі політичні та соціальні теми. Ймовірно, вчитель своїми описами риторики та красномовства у листах хотів закликати учня одуматися та змінити свій вибір, так як саме риторика на думку Фронтона була ключем до успіху.
Також відомими стали роботи, що складалися з переписок Фронтона з Луцієм Вером ( 2 книги) та з Антоніном Пієм (1 книга). Збереглися цілі листування грецькою мовою з Аппіаном та іншими істориками та філософами. Часто це були звичайні доброзичливі переписки, а інколи піднімалися важливі соціальні та політичні теми, як наприклад листування з Марком Аврелієм про Парфянську війну.
Марк Корнелій Фронтон шанувався, як славетний оратор, юрист, філософ, учитель Марка Аврелія та Луція Вера, засновник "школи фронтонівців", політичний та державний діяч. Після смерті Фронтона імператор  Август наказав встановити статую в пам'ять видатного оратора, що підкреслювало захоплення  ним сучасниками навіть посмертно.